# Асгар
Асга́р (Асгхар) — невеликий піщаний острів в Червоному морі в архіпелазі Дахлак, належить Еритреї, адміністративно відноситься до району Дахлак регіону Семіен-Кей-Бахрі.

## Географія
Розташований на північний захід від острова Нора. Має краплеподібну, овальну, видовжену з півночі на південь, форму. Довжина 2 км, ширина до 1,4 км. Острів облямований кораловими рифами.